# Куксин, Олег Архипович
Олег Архипович Куксин (1912—1984) — полярный лётчик, Герой Социалистического Труда (1949).

## Биография
Олег Куксин родился 26 апреля 1912 года в городе Нингута в Маньчжурии. Окончил девять классов школы в городе Иман (ныне — Дальнереченск), затем радиоотделение Владивостокского морского техникума. С 1932 года работал в морском флоте, был старшим радистом на ледорезе «Ф. Литке». Участвовал в спасении челюскинцев. В 1935 году перешёл на работу в Балтийское морское пароходство, работал на различных пароходах.
С 1937 года работал системе Управления полярной авиации Главсевморпути. Участвовал в поисках пропавшего самолёта Сигизмунда Леваневского. В октябре 1937 — сентябре 1938 годов находился на зимовке на полярной станции на острове Рудольфа Земли Франца-Иосифа, обеспечивал связь с первой советской дрейфующей станцией «Северный полюс — 1». С 1939 года Куксин работал в Московской авиационной группе особого назначения Управления полярной авиации. В марте того же года он был вновь направлен на остров Рудольф в качестве бортрадиста самолёта, находился там целый год. Позднее также участвовал в высокоширотных экспедициях по исследованию Арктики, считался высококлассным бортрадистом. В 1941 году участвовал в первом перелёте в США через Аляску в составе экипажа Василия Задкова. Участвовал в Великой Отечественной войне, выполнял спецзадания по проводке арктических конвоев союзников, выполнял доставки боеприпасов действующим частям и ледовых разведках.
После войны Куксин принимал участие в высокоширотных экспедициях «Север-2» и «Север-4». Весной 1949 года он участвовал в высадке групп учёных в тридцати точках Арктики, что значительно способствовало исследованиям Северного полюса, моря Бофорта, морских пространств в районе Аляски, Канады и Гренландии.
Указом Президиума Верховного Совета СССР от 6 декабря 1949 года за «проявленное мужество и трудовую доблесть во время выполнения специального задания правительства в Арктике» Олег Куксин был удостоен высокого звания Героя Социалистического Труда с вручением ордена Ленина и медали «Серп и Молот».

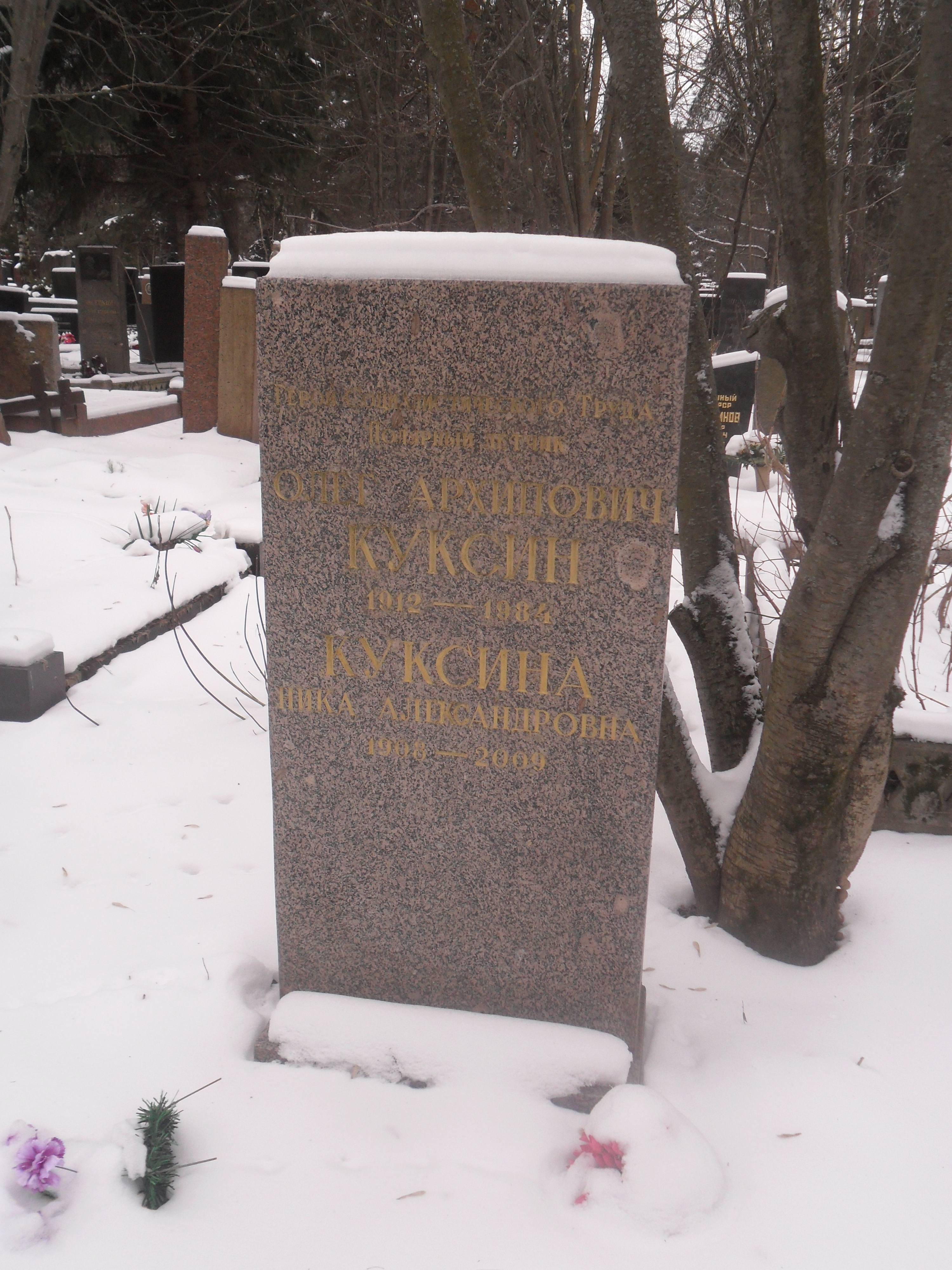
Могила Куксина на Кунцевском кладбище Москвы.

Продолжал работу в системе Полярной авиации. В конце 1960-х годов ушёл с лётной работы, работал преподавателем на Курсах полярных работником Главного управления Гидрометеослужбы. Скончался 8 июля 1984 года, похоронен на Кунцевском кладбище Москвы.
Был также награждён орденами Трудового Красного Знамени и Красной Звезды, двумя орденами «Знак Почёта», рядом медалей.